# Isfandiyar Jurji Bahadur Khan
Isfandiyar Jurji Bahadur Khan (1871 - 1918) fou kan de Khivà del setembre de 1910 a l'1 d'octubre de 1918. Va succeir al seu pare Muhammad Rahim Bahadur Khan II quan aquest va morir d'un atac de cor el setembre de 1910.

## Biografia
El 1911 apareix en una de les primeres fotografies a color conegudes al món que l'ha immortalitzat. El kan no feia res important el seu ministre principal (diwanbegi), el seu sogre Islam Khoja era un personatge dinàmic que va intentar portar a Khivà al segle xx; va visitar Sant Petersburg i París. El 1908 havia fundat una madrassa amb el seu nom 1908 i el 1910 va construir el minaret adjunt, el més alt de Khivà; el 1912 va obrir la primera oficina de correus i va iniciar la construcció del primer hospital (el kan en va fundar un altre poc després); va construir una fàbrica de cotó, una farmàcia i una escola russa. Fou també l'introductor del telègraf. Sota Isfendiyar es va reformar el sistema fiscal el 1912. El gener d'aquest any hi va haver una revolta menor dels turcmans que fou dominada en una campanya de 20 dies pel ministre de la guerra Nazar Beg.
El primer ministre Islam Khoja fou assassinat el 1913 per criminals probablement a sou del seu enemic Nazar Beg, ministre de la guerra, que hauria tingut l'aprovació del kan al qual la popularitat entre el poble d'Islam Khoja feia ombra. L'arquitecte que havia construït els seus edificis fou enterrat viu.
En esclatar la I Guerra Mundial el nou governador general del Turquestan General von Martson va demanar contribucions per l'esforç de guerra al kan, i aquest va començar a apujar les taxes creant malestar. Quan al començament del 1915 el kan va arrestar alguns caps yomuds turcmens, que es van revoltar i sota Junayd Khan, un dels principals caps yomuds, van atacar la capital. Els russos van donar la raó als turcmans i van forçar l'alliberament del caps detinguts. Els turcmans van aprofitar per dominar diverses ciutats i von Matson no va voler armar al kan per combatre la revolta però finalment el juny de 1915 els russos van imposar un arranjament i establir una guarnició a Khivà per a protegir el kan. Nazar Beg i un altre al càrrec foren enviats a l'exili acusats de causar el problema. El gener de 1916 hi va haver una manifestació a Khivà. El manteniment de les noves taxes va causar una altra revolta del turcmans el febrer de 1916 sota Juanyd Khan, que va neutralitzar la guarnició russa i va ocupar Khivà, matant a tres ministres i saquejant la ciutat; el kan fou declarat deposat però això no es va concretar finalment. El govern rus va haver d'intervenir i es va enviar una expedició dirigida pel tinent General Galkin, governador de la província de Sirdarià; els turcmans foren expulsats i encara que Junayd Khan va seguir rebel va haver de fugir a l'Afganistan via Pèrsia. Durant 12 mesos Galkin es va dedicar a destruir els establiments yomuds a Khivà.
El juliol de 1916 la rebel·lió es va fer general a la regió de les Estepes pel decret que suposava l'exempció de servei militar pels natius de l'Àsia central i obligava a aquest servei. Però com que Khivà no estava afectada pel ukase no hi va causar disturbis. Els disturbis en tot cas van fer baixar la producció de cotó. El general von Matson fou destituït i substituït pel general Kuropatkin, de 68 anys, que va arribar a Taixkent l'agost de 1916. Els intents del general per establir les reformes necessàries foren malmesos per revoltes arreu i la repressió salvatge dels oficials russos. Kuropatkin va negociar amb el kan la creació d'una comissió militar al kanat per supervisar al govern (gener de 1917) però el 27 de febrer de 1917 Nicolau II de Rússia abdicava.
Després de la revolució russa el kan era a Crimea i va retornar al kanat escortat per oficials russos; al mateix temps el govern provisional de Petrograd establia un Comitè del Turquestan civil (format per antics oficials tsaristes 5 russos i 4 natius) al que quedaven subjectes Bukharà i Khivà, i a Taixkent els treballadors russos proclamaven el Soviet d'Obres i Camperols que pretenia autoritat sobre tot el Turquestan. Al retorn del kan els reformistes anomenats jadidistes el van convèncer d'emetre una declaració proposant reformes, com ja havia fet unes setmanes abans l'emir de Bukharà; la declaració inspirada pel líder jidadista Husayn Beg Matmuradov, prometia un govern elegit, llibertats civils, sistema judicial, millores en les escoles, i els serveis de ferrocarrils, correus i telègrafs; es va formar un Majlis format per 30 begs, un de cada regió, però els turcmans en foren exclosos. Matmuradov fou elegit primer ministre; després, a petició del comandant rus (la guarnició russa de Khivà s'havia constituït en Soviet) set turcmans foren convidats al Majlis. No fou prou per satisfer els yomuds i el maig estaven revoltats i començaven a saquejar els pobles uzbeks. El juny el jidadistes van demanar ajut a Taixkent per sufocar la revolta; el juliol els turcmans continuaven actius i finalment es van enviar cosacs d'Orenburg manats pel coronel Zaitzev, que fou nomenat comissari militar de Khivà; van arribar al setembre i van començar a combatre els yomuds; al cap d'uns parell de setmanes retornava Junayd Khan de l'exili i oferia els seus serveis a Zaitsev per combatre els caps turcmans que ara manaven als rebels yomuds. Aquesta aliança però va tenir mínim impacte a la revolta perquè les tropes estaven cada cop més insubordinades i quedaven sota influència de la guarnició local constituïda en Soviet i que no obeïa als seus oficials.
Mentre els jadidistes eren a Taixkent, els hakims van convèncer el kan de donat un cop d'estat. El cop es va produir i es va arrestar a Matmuradov i els seus associats. El Comitè de Turquestan va arribar a la conclusió que el kanat no es podia modernitzar per si sol i va retornar a la idea de Kuropatkin d'imposar un sistema de supervisió militar amb una monarquia del tipus constitucional amb el kan de cap d'estat i un govern elegit que feria les reformes. Es nomenaria un comissari militar rus.
Encara no estava aprovat el nou òrgan quan el novembre el govern fou enderrocat per la revolució (d'octubre en el calendari antic). El Comitè del Turquestan fou arrestat pel Soviet de Taixkent que va agafar el control de l'antic govern. Es va formar un Consell de Comissaris del Poble de la Regió del Turquestan dirigida per un bolxevic. Jadidistes i Joves Bukharians van donar suport als bolxevics. A Khivà el coronel Zaitzev i Junayd Khan van jutgar a un grapat de jidadistes que es van salvar al darrer moment de l'afusellament. Zaitsev va haver d'ordenar la sortida de les forces militar que afavorien als bolxevics. Zaitsev va decidir el gener de 1918 marxar a Chardjui a buscar tropes per poder atacar Taixkent quan els bolxevics estaven ocupats reprimint la revolta de Kokand (Vall de Ferganà). Però les forces es van passar als bolxevics i Zaitsev va haver de fugir sent arrestat a Aşgabat. El kan Isfendiyar va quedar llavors sota el control de Junayd Khan que manava les forces militars khivanes.
El 9 d'abril de 1918 Rússia va renunciar formalment al protectorat i el soviet de Taixkent esdevenia la República Autònoma Socialista Soviètica del Turquestan. Junayd va abolir el Majlis (abril) i els jadidistes que havien estat jutjats i no executats ara ho foren (maig); els que es van salvar van fugir a Taixkent on van formar el comitè revolucionari a l'exili conegut com a Joves Khivans.
Sota Juanyd es va tornar a l'antic sistema del Inak, és a dir un primer ministre que manava i un kan de figura decorativa. Era oposat a les reformes i antibolxevic i va establir un sistema de comandaments militars lleials responsables davant seu. Es va fer construir un palau a la seva vila natal de Bedirkent, prop de Takhta, que va esdevenir la nova capital de facto del país. Es van establir també noves taxes pels uzbeks. A l'estiu els caps yomads que se li oposaven van abandonar la lluita. El setembre va saquejar Urgendj i va obtenir diners dels comerciants i bancs russos. La guarnició russa a Petro-Alexandrovsk havia estat reforçada amb soldats de l'Exèrcit Roig manats pel comandant bolxevic Nikolai Shaidakov, que va ordenar a Junayd alliberar els presoners russos. Junayd Khan va obeir però va advertir a Shaidakov de no interferir en els afers interns de Khivà. Juanyd havia refusat la petició del govern contrarevolucionari a Aşgabat (Transcàspia) d'atacar als bolxevics de Petro-Alexandrovsk però temia una intervenció russa especialment si el kan la sol·licitava i va decidir que aquest era un problema; el seu germà en canvi, Sayyid Abdullah, era molt més manejable i dòcil. Va encarregar al seu fill gran anar a Khiva i matar el kan cosa que va fer l'1 d'octubre de 1918; Junayd va posar al tron al seu germà Sayyid Abdullah Khan II, sota el seu control.